# Vietórisz József
Vietórisz József (Nyíregyháza, 1868. április 27. – Nyíregyháza, 1954. december 6.) költő, műfordító, gimnáziumi tanár. Művészi álneve: Giuseppe.

## Életpályája
A Budapesti Tudományegyetemen végzett 1892-ben, majd 1893 és 1928 között Nyíregyházán volt gimnáziumi tanár, illetve nyolc éven át gimnáziumi igazgató. Tagja volt az Országos Gárdonyi Géza Irodalmi Társaságnak és 1937-től  a Kisfaludy Társaságnak. Versei Giuseppe néven jelentek meg a korabeli lapokban.

## Főbb művei
- Giuseppe költeményei (Budapest, 1896)
- Levelek a harctérre (versek, Nyíregyháza, 1916)
- Senki Pál (verses regény, 1924, az MTA Nádasdy-díjjal tüntette ki)
- Sóhajok hidján (versek, Nyíregyháza, 1944)

## Főbb műfordításai
Lefordította Tranovszky György vagyis Jiří Třanovský Cithara Sanctorum (Régi és új egyházi énekek, Bp., 1935) című gyűjteményét, Vergilius Eclogáit (1904), Georgicáját (1936) és Aeneisét. Ez utóbbi az első teljes magyar nyelvű fordítás; Phaedrus munkáinak első teljes magyar nyelvű fordítása is Vietórisztól származik.